# Die Rose blüht, ich bin die fromme Biene
«Die Rose blüht, ich bin die fromme Biene» (в переводе с нем. — «Роза цветёт, я — честная пчела») — популярная в XIX веке немецкая песня, основанная на стихах Христиана Вайзе и их позднейших литературных обработках.

## Из истории песни
Песня появилась в одном из романов немецкого писателя Х. Вайзе, впервые опубликованном в 1675 году под названием «Die drey Klügsten Leute in der gantzen Welt» (рус. «Трое умнейших в целом свете людей»). В течение нескольких последующих десятилетий роман неоднократно переиздавался.
К началу XIX столетия возродился интерес к творчеству Вайзе. Песня из романа баро́чного писателя выдержала множество музыкальных и литературных обработок и оставалась весьма популярной в среде бюргерства на протяжении первой половины века.

## Известные обработки произведения
Не позднее 1805 года композитор Иоганн Рейхардт положил стихи на музыку.
Появлению новых интерпретаций произведения способствовала его необычайная популярность. Клеменс Брентано, после многократной обработки, представил к печати собственную версию песни (в 1837 или 1838 гг.). Около 1815 года Иоганн Шульц опубликовал свой op. 11 для фортепиано под названием «Die Rose blüht, der Liebe süße Blume» (рус. «Роза цветёт, любви сладкий цветок»). На основе данного текста
швейцарский композитор Вильгельм Баумгартнер создал обработку стихов для хора (ок. 1844). Особой известностью в первой половине XIX века пользовалась музыкальная обработка произведения, выполненная Людвигом Бергером.

## Текст
| Rose | Rose Литературный перевод |
| --- | --- |
| Die Rose blüht, ich bin die fromme Biene, Und rühre zwar die keuschen Blätter an, Daher ich Tau und Honig schöpfen kann, Doch lebt ihr Glanz und bleibet immer grüne, Und also bin ich wohlgemüht, Weil meine Rose blüht. Die Rose blüht, Gott, laß den Schein verziehen, Damit die Zeit des Sommers langsam geht, Und weder Frost noch andre Not entsteht, So wird mein Glück in dieser Rose blühen, So klingt mein süßes Freudenlied: Ach, meine Rose blüht! Die Rose blüht, und lacht vor andern Rosen Mit solcher Zier und Herzempfindlichkeit, Daß auch mein Sinn sich zu der Pflicht erbeut, Mit keiner Blum' im Garten liebzukosen, Weil alles, was man sonsten sieht, In dieser Rose blüht. | Цветок цветёт, я — честная пчела И нежных лепестков едва коснусь, От них росу и мёд я принесу, Вы ж вечно веселы и вечно зелены́, А я бодра и весела, Коль мой цветок расцвёл. Цветок цветёт, Бог свету попустил, Чтоб время летнее помедленней текло, Забыв мороз и всё иное зло — Моей судьбе в бутоне том цвести; И песенка моя звенит: «Ах, мой цветок расцвёл!» Цветок цветёт, смеясь среди других, С такою красотой и глубиной, Что я готова позабыть свой долг, Забыв все прочие садовые цветы, Ведь всё, что ни увидишь ты, В той розе расцвело. |

## Критика
Как отмечал Георг Гервинус, Христиан Вайзе в своих песнях, подобных «Die Rose blüht, ich bin die fromme Biene», противопоставлял «любовь грубую, пошлую [любви] нежной и робкой».
В романе Вайзе песня используется «в контексте комедии перевоплощений» и исполняется «от лица влюблённого мужчины». Метафорический образ «пчёлки и цветка» традиционно содержит эротический подтекст, но, по мнению одного из исследователей, в данном случае акцент смещён в сторону «моральной чистоты отношений».